# Hieracium extensum
Hieracium extensum là một loài thực vật có hoa trong họ Cúc. Loài này được luebeck ex Lindeb. mô tả khoa học đầu tiên năm 1877.